# Raoul d'Harcourt
Raoul d'Harcourt, mort en 1307 ou 1309, est un homme d'Église français du XIIIe siècle. 

## Biographie

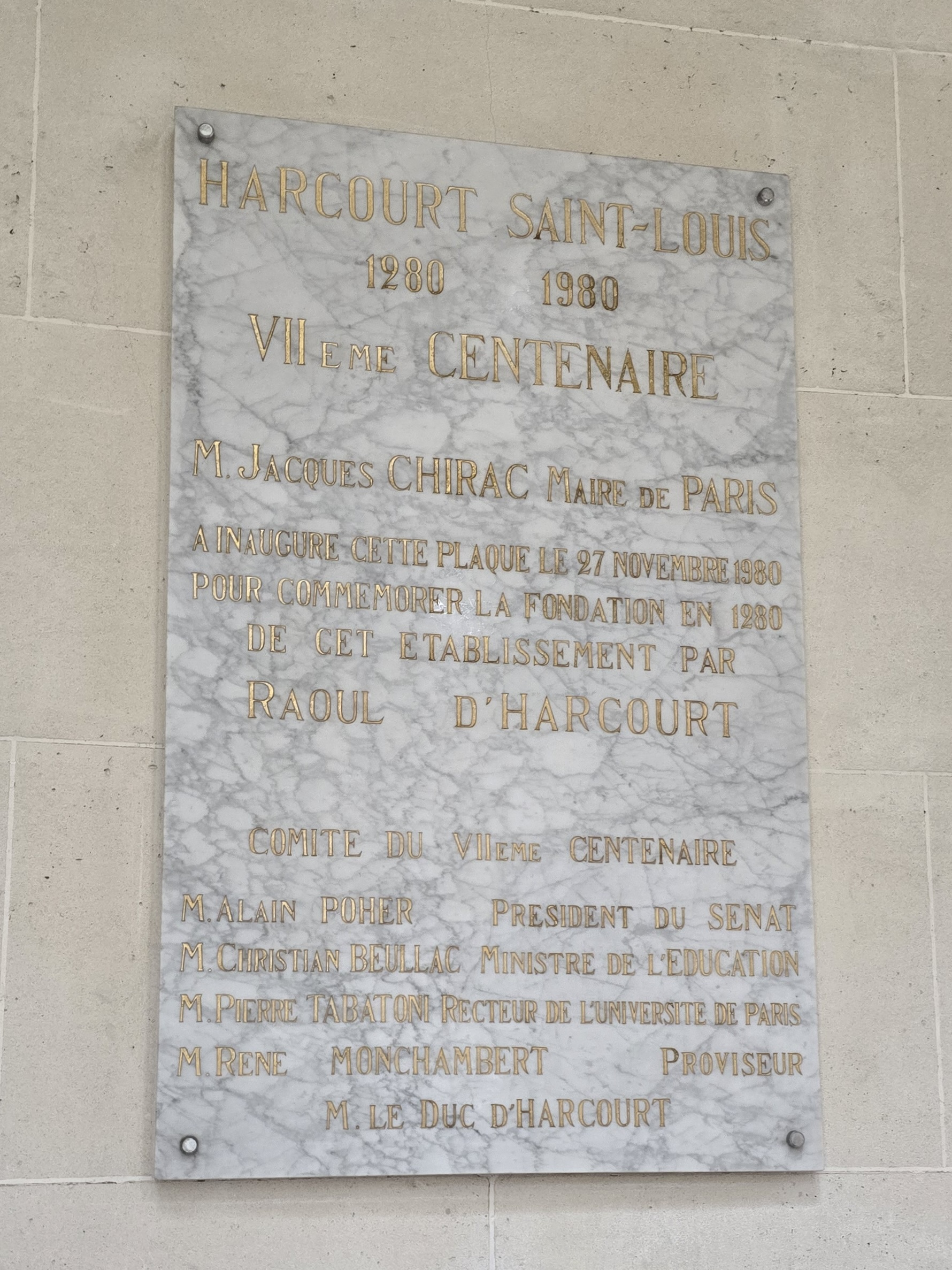
Plaque au lycée Saint-Louis (Paris).

Chanoine de Paris, archidiacre de Rouen et de Coutances, chancelier de l'église de Bayeux, il était un des conseillers de Philippe le Bel. 
En 1280, à Paris, il fonde le collège d'Harcourt, qui deviendra le lycée Saint-Louis,.